# Vardavar

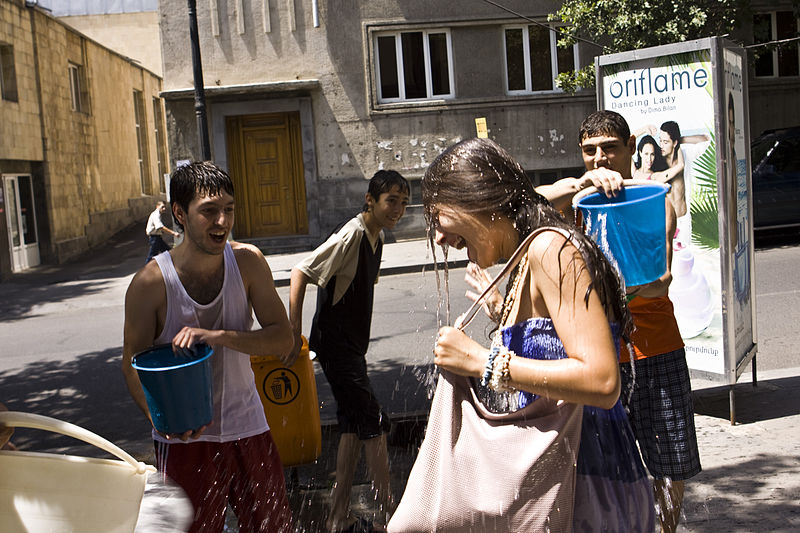
Vardavar a Erevan, 2011.

Vardavar o Vartavar ( in armeno Վարդավառ?) è un festival in Armenia in cui le persone si inzuppano a vicenda con l'acqua.

## Origine
L'origine del Vardavar risale ai tempi pagani. L'antica festa è tradizionalmente associata alla dea Astghik, che era la dea dell'acqua, della bellezza, dell'amore e della fertilità. Le festività associate a questa osservanza religiosa di Astghik furono chiamate "Vardavar" perché gli armeni le offrivano rose (vard significa "rosa" in armeno e var significa "bruciare"). Dopo la cristianizzazione dell'Armenia, la Chiesa Apostolica Armena identificò la rosa con la trasfigurazione di Gesù ed il Vardavar continuò ad essere celebrato insieme alla Festa della Trasfigurazione. Alcuni autori religiosi sostengono che derivi da una tradizione risalente a Noè, che ordinò ai suoi discendenti di aspergersi d'acqua gli uni con gli altri e di far volare delle colombe come simbolo del Diluvio.
Lo storico delle religioni antiche Albert de Jong sostiene che il rito del Vardavar abbia una forte somiglianza con un rito simile degli zoroastriani iraniani di Yazd, parte della festa di Tir-o-Tištar.

## Data
Il Vardavar viene generalmente celebrato 98 giorni (14 settimane) dopo la Pasqua tanto in Armenia quanto nella diaspora, coincidendo cosí con il giorno in cui la Chiesa Apostolica Armena celebra la Festa della Trasfigurazione.

## Festa

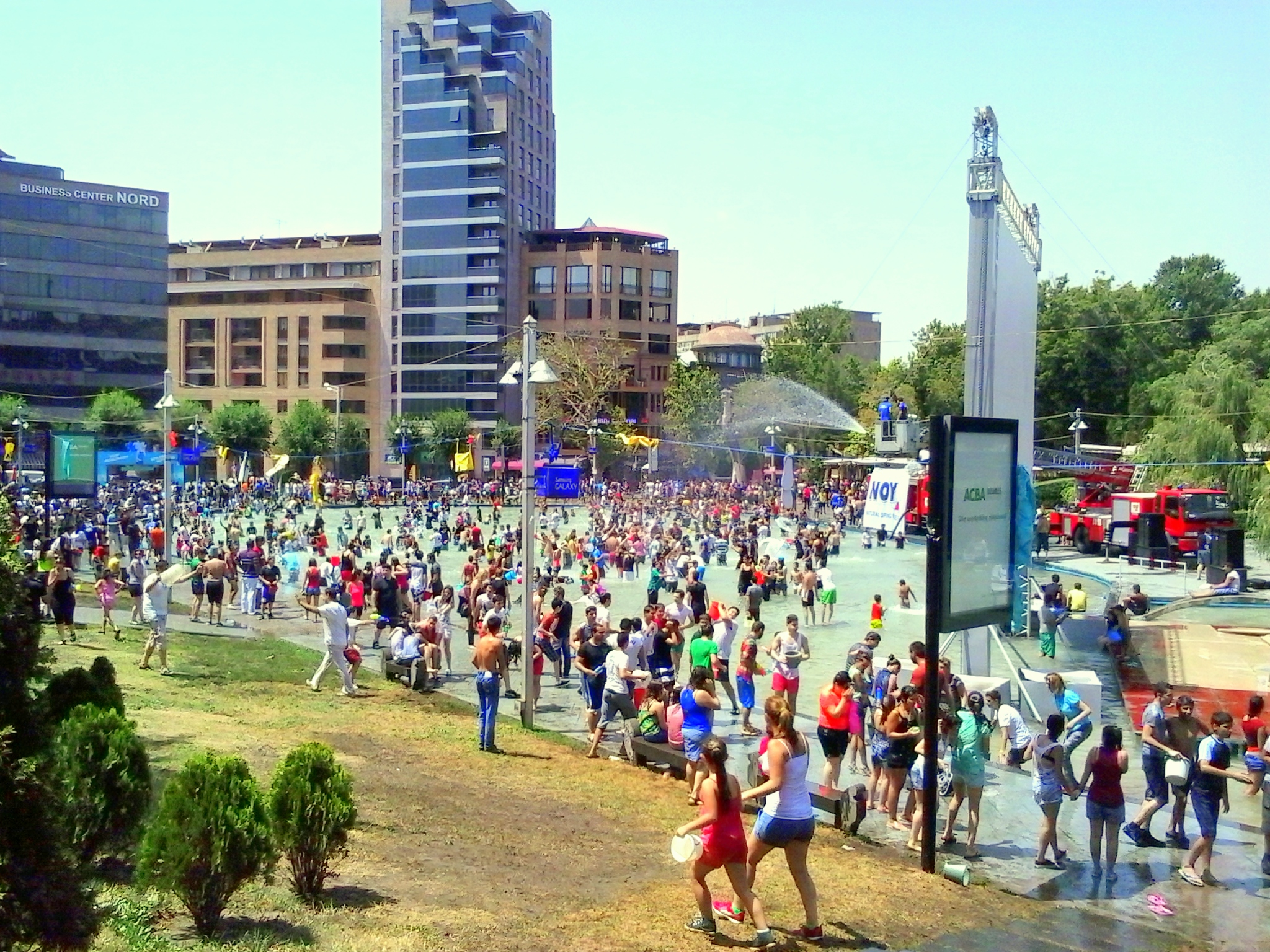
Il Vardavar in centro a Yerevan, nel 2014.

Durante il Vardavar, persone di ogni età e genere si divertono a bagnarsi a vicenda senza ripercussioni. Da questo punto di vista, lo spirito della festa assomiglia a quello del carnevale italiano, quando si accettano scherzi anche da parte di estranei. È comune vedere persone che versano secchi d'acqua dai balconi sui passanti. Il festival è molto popolare tra i bambini, perché costituisce un giorno in cui possono divertirsi e fare scherzi senza conseguenze. È anche un mezzo per rinfrescarsi nelle giornate estive solitamente calde e secche di luglio o fine giugno.
La Federazione dei Club Giovanili dell'Armenia (FYCA) organizza ogni anno il "Vardavar International Festival" che si svolge nel monastero medievale di Geghard e nell'antico tempio pagano di Garni. Lo scopo del festival è quello di preservare la cultura tradizionale armena, tanto pagana quanto cristiana.